# 로봇트레인
《로봇트레인》은 투니버스가 제작한 대한민국의 로봇 애니메이션이다. 1기가 SBS에서 2015년 2월 26일부터 11월 18일까지 시즌 2는 2018년 9월 16일부터 12월 9일까지 매주 일요일 오전 7시 10분에 방영하고 2019년 2월 10일부터 5월 5일까지 part2가 방영했다. 유튜브에서는 로봇트레인 공식채널에서 방영되었다.

## 방송 일시
| 방송 채널 | 방송일                      | 방송 시간 |
| --------- | --------------------------- | --------- |
| SBS       | 2015년 2월 26일 ~ 11월 18일 | 종료      |
| SBS       | 2018년 9월 16일 ~ 12월 9일  | 종료      |
| SBS       | 2019년 2월 10일 ~ 5월 5일   | 종료      |

## 줄거리

### 1기
기차들만 사는 세상, 트레인월드! 트레인 월드는 다양한 기차 마을들이 터널로 연결되어 있는 아름다운 마을입니다.
케이, 알프, 덕, 샐리 등 로봇트레인 친구들이 살고 있는 마을은 선로와 터널을 통해 원활하게 에너지를 공급받고 있습니다.
그런데 어느 날! '듀크'의 배신으로 갑자기 터널이 막히게 되면서 마을에 위기가 찾아옵니다.
가장 빠른 기차 '케이'가 힘겹게 마을을 구해내는데 성공하지만, 다운그레이드가 일어나 기억을 잃게 됩니다.
터널이 막힌 트레인 월드에는 알 수 없는 현상들이 일어납니다. 기온 하강, 바이러스 출몰…
다행히 케이와 친구들의 용기와 도전으로 마을은 원래의 모습을 되찾아 가는 듯 합니다.
그러나 그들의 성장과 모험이 깊어질수록, 점점 어두운 기운도 짙어지게 되는데…
케이와 친구들은, 어둠의 기운에 맞서 마을을 구해낼 수 있을까요?

### 2기[2]
평화로운 세상인 레일 월드에는 도움이 필요한 곳이면 언제든지 달려가는 변신 기차들이 있다.
특별한 재능으로 친구들을 도와주는 든든한 레일와치.
케이, 지니, 알프, 빅토르, 맥시까지, 멋진 팀워크와 화려한 장비로 펼쳐지는 그들의 대활약을 기대하라!

## 목소리 출연

### 1기
- 남도형 : 케이, 쟈니 W, 호커, 루소, 코만단테
- 이동훈 : 알프, 엉클 T, 조르쥬, 막시무스, 베니니, 반야
- 배정미 : 샐리, 엠마, 미셸
- 오인성 : 덕, 빅토르, 토토, C 스톤, 안드레, 하인리히, 테오, 고사르
- 유동균 : 듀크, 제프리, 캡틴 J, 산, 미하일, 프란츠, 비토
- 김선혜 : 스텔라, 잔느, 베키, 디디

### 2기
- 남도형, 김율: 케이
- 최승훈: 알프
- 소정환: 빅토르
- 김보영: 지니
- 강새봄: 맥시
- 김기현: 게리
- 김환진: 트레인엑스
- 이현: 듀크
- 홍승효: 모스, 조르쥬
- 김다올: 도스, 이고르, 보리스, 막시무스
- 홍범기: 덕, 쟈니
- 김광국: 비토, 톰
- 김도희: 샐리
- 유영: 잔느, 돌로
- 이계윤: 미셸
- 정승욱: 필리페
- 김정훈: 미하일, 안드레, 태오, 토토
- 이상호: 호세, 모리스
- 강성우: 베니, 루소, 잭
- 박시윤: 엠마, 베키
- 안장혁: 토니

## 방영 목록
| 회차 | 제목                                                          | 방송 일자        |
| ---- | ------------------------------------------------------------- | ---------------- |
| 1화  | 사고 발생! 누가 좀 멈춰주세요!신나는 워터파크                 | 2018년 9월 16일  |
| 2화  | 말썽쟁이 케빈명탐정 지니                                      | 2018년 9월 23일  |
| 3화  | 할 수 있어! 맥시 파워빅토르의 따듯한 마음                     | 2018년 9월 30일  |
| 4화  | 도와줘요! 게리의 지혜번쩍, 팡! 무엇을 도와드릴까요?           | 2018년 10월 7일  |
| 5화  | 24시간이 모자라! 알프의 하루나 화 안났어! 빅토르의 진심       | 2018년 10월 14일 |
| 6화  | 케이 출동! 덕을 구출하라맥시, 벌레를 구해줘!                  | 2018년 10월 21일 |
| 7화  | 큰일이야! 베키를 찾아라그리워, 토니! 고마워, 지니!            | 2018년 10월 28일 |
| 8화  | 달려라, 루카!출동하라, 호세!                                  | 2018년 11월 4일  |
| 9화  | 최강 파워! 빅토르 업그레이드일 년에 딱 한 번! 불꽃 축제다     | 2018년 11월 11일 |
| 10화 | 나타났다! 트레인엑스깜짝이야! 에너지 합성 성공                | 2018년 11월 18일 |
| 11화 | 케이는 출입 금지?추워서 못 살아! 모리스의 이사                | 2018년 11월 25일 |
| 12화 | 너무 무서워! 유령 소탕 작전홍수가 났어요!                     | 2018년 12월 2일  |
| 13화 | 누가 알프 좀 꺼내줘!케이와 듀크! 누가 더 빠른가               | 2018년 12월 9일  |
| 14화 | 아이 부끄러워! 레일러 어거스틴말할 수 없어! 레일와치의 고민   | 2019년 2월 10일  |
| 15화 | 워터랜드 요리사! 엠마의 고민리치는 칭찬을 좋아해              | 2019년 2월 17일  |
| 16화 | 그만 자라나! 비타민 쑥쑥 대소동이제 안녕! X 패밀리의 해체     | 2019년 2월 24일  |
| 17화 | 빅토르와 듀크! 최고의 친구상자의 주인을 찾아라! 맥시 출동     | 2019년 3월 3일   |
| 18화 | 지니, 내 선물을 간직해줘게리, 우리랑 같이 놀아요              | 2019년 3월 10일  |
| 19화 | 그만, 그만! 장난은 이제 그만!지각대장 레오를 찾아라           | 2019년 3월 17일  |
| 20화 | 알프라면 할 수 있어!지니! 지니가 필요해                       | 2019년 3월 24일  |
| 21화 | 야호! 날아라 엑스패밀리방울방울! 비누방울 대소동              | 2019년 3월 31일  |
| 22화 | 축하해요! 쟈니의 생일찾아라! 신나는 보물찾기                  | 2019년 4월 7일   |
| 23화 | 책벌레 요셉포기하지 않아! 워터파크 에너지볼 경주              | 2019년 4월 14일  |
| 24화 | 안돼! 위험한 실험은 이제 그만!드디어 완성! 레이의 마지막 조각 | 2019년 4월 21일  |
| 25화 | 시작되는 위기! 토마토 나무가 위험해!밀려오는 어둠의 그림자    | 2019년 4월 28일  |
| 26화 | 탄생! 레인보우 에너지볼레일월드를 구하라! 레일와치 출동!      | 2019년 5월 5일   |